# اریک ترائوره
اریک ترائوره (انگلیسی: Eric Traoré؛ زادهٔ ۲۱ مهٔ ۱۹۹۶) بازیکن فوتبال اهل بورکینافاسو است.
وی همچنین در تیم ملی فوتبال بورکینافاسو بازی کرده است.